# کیوتا (شیلی)
کیوتا (به اسپانیایی: Quillota) یک شهرستان در شیلی است که در کیوتا واقع شده‌است. کیوتا ۳۰۲ کیلومتر مربع مساحت و ۸۵٬۲۶۲ نفر جمعیت دارد و ۴۶۲ متر بالاتر از سطح دریا واقع شده‌است.